# João Bernardo Vieira
João Bernardo «Nino» Vieira (Bissau, 27 d'abril de 1939 - Bissau, 2 de març de 2009) va ser un polític de Guinea Bissau, que va ocupar tres vegades la presidència del seu país (la primera vegada entre 1973 i 1984, la segona vegada entre 1984 i 1999 i la tercera vegada des de l'1 d'octubre de 2005 fins a la seva mort en 2009). També va ser primer ministre del seu país entre 1978 i 1980. Nino Vieira va dir d'ell mateix que era un «regal de Déu» per a Guinea-Bissau, mentre es trobava ocupant el càrrec.

## Primers anys
Membre de l'ètnia dels papels, fou electricista de formació. Estava afiliat al Partit Africà per la Independència de Guinea i Cap Verd (PAIGC), d'Amílcar Cabral, el 1960 i es va convertir ràpidament en un element clau de la guerra de guerrilles del país contra el règim portuguès, adoptant el nom de guerra de Nino.

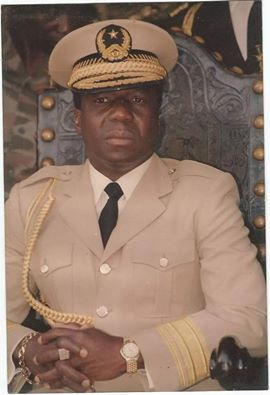
Vieira com a dictador de la república de Guinea Bissau (1984-1999)

Després de les eleccions de consells regionals celebrades a la fi de 1972 a les zones sota control del PAIGC va ser nomenat president de l'Assemblea Nacional Popular. El 28 de setembre de 1978 va ser designat primer ministre de Guinea Bissau.
El 14 de novembre de 1980, aprofitant el descontentament contra el govern a causa de la crisi econòmica, Vieira va enderrocar al govern de Luís Cabral a Cap Verd en un cop d'estat incruent, provocat pel conflicte entre els mulats capverdians (el mateix president Cabral) i els negres de Guinea Bissau. Com a conseqüència del cop, la República limítrofa de Guinea va reconèixer ràpidament el nou govern i va tractar de posar fi a una disputa fronterera sobre una regió rica en petroli, mentre que el PAIGC de Cap Verd s'escindia i formava un nou partit. La constitució va ser suspesa i va ser instal·lat un consell militar de nou membres (presidit pel mateix Vieira). El 1984 es va aprovar una nova constitució que va retornar el país a un govern civil.
A principis de la dècada de 1990, igual que la resta de l'Àfrica subsahariana, Guinea Bissau es va convertir en una democràcia multipartidista. A través de la pressió de grups com el Front Democràtic (FD), dirigit per Aristide Menezes, el 1991 es va aixecar la prohibició dels partits polítics i es van dur a terme eleccions el 1994. A la primera ronda de les eleccions presidencials, celebrada el 3 juliol 1994, Vieira va rebre 46.20% dels vots contra altres set candidats. Va acabar en primer lloc, però no va obtenir la majoria requerida, el que va portar a una segona ronda de votació el 7 d'agost. Va rebre el 52,02% dels vots contra el 47,98% de Kumba Ialá, exprofessor de filosofia i candidat del Partit de Renovació Social. (PRS). Els observadors internacionals de les eleccions considerades les dues rondes generalment lliures i justes. Vieira va jurar com a primer president elegit democràticament de Guinea Bissau el 29 de setembre de 1994.

## Guerra civil
Vieira va ser reelegit per a un nou mandat de quatre anys com a president del PAIGC a mitjans de maig de 1998 en un congrés del partit, amb 438 vots a favor, vuit en contra i quatre abstencions.
Vieira va destituir el cap d'estat major militar Ansumane Mané el 6 de juny de 1998. Mané i els seus partidaris en l'exèrcit aviat es va rebel·lar, i el país es va sumir en una guerra civil entre les forces lleials a Vieira i els rebels lleials a Mané. Es va signar un acord de pau al novembre de 1998, i es va formar un govern de transició per a preparar les eleccions presidencials de Guinea Bissau de 1999. El 27 de novembre de 1998 l'Assemblea Nacional Popular va aprovar una moció exigint la renúncia de Vieira, amb 69 diputats a favor de la moció i cap en contra.
El 6 de maig de 1999 van tornar els combats a Bissau i les forces de Vieira es van rendir el 7 de maig. Va buscar aixopluc a l'ambaixada portuguesa i el juny marxà a l'exili a Portugal. El 12 de maig l'antic primer ministre Manuel Saturnino da Costa fou nomenat president interí del PAIGC en substitució de Vieira. Vieira va ser expulsat del PAIGC en un congrés del partit el setembre de 1999 per "delictes de traïció, suport i incitació a la guerra, i pràctiques incompatibles amb els estatuts del partit".

## Retorn
Després que el president Kumba Ialá va ser enderrocat al setembre del 2003 per un cop militar, Vieira va tornar a Bissau des de Portugal el 7 d'abril de 2005. En arribar a l'estadi de futbol de la ciutat principal en helicòpter, es va trobar amb més de 5.000 simpatitzants. Tot i que els seguidors de Vieira havien recollit 30.000 signatures per una petició instant-lo a president, no va confirmar immediatament la seva intenció de fer-ho, dient que tornava "per restablir [els seus] drets cívics i per registrar-se per votar a les pròximes eleccions" i que volia contribuir a la pau i l'estabilitat. També va dir que havia perdonat als seus enemics i que esperava que els altres el perdonarien per qualsevol dany que hagués causat. El 16 d'abril va anunciar que tenia la intenció de presentar-se com a candidat a les eleccions presidencials de juny del 2005. Encara que molts consideraven Vieira no elegible perquè havia estat vivint a l'exili a causa dels càrrecs legals en contra relacionats amb els homicidis de presumptes colpistes el 1985, va ser autoritzat a presentar-se a les eleccions pel Tribunal Suprem al maig del 2005, juntament amb Ialá. La Cort va resoldre per unanimitat a favor de la seva candidatura amb l'argument que ja havia acabat el seu exili retornant a l'abril i que no hi havia trobat a la Cort registres de càrrecs per assassinat. El seu antic partit, el PAIGC, va donar suport com a candidat l'antic president interí Malam Bacai Sanhá.
Segons els resultats oficials, Vieira va quedar en segon lloc a les eleccions del 19 de juny amb el 28,87% dels vots, darrere de Malam Bacai Sanhá i, per tant, va participar en la segona volta. Va derrotar oficialment Sanhá en la segona volta el 24 de juliol amb el 52,45% dels vots i va jurar com a president l'1 d'octubre.
El 28 d'octubre de 2005 Vieira va anunciar la dissolució del govern encapçalat pel primer ministre, el seu rival Carlos Gomes Júnior, manifestant la necessitat de mantenir l'estabilitat; el 2 de novembre va nomenar pel càrrec seu aliat polític Aristides Gomes.
El març de 2007, el PAIGC va formar una aliança tripartita amb el Partit de Renovació Social (PRS) i el Partit Unit Socialdemòcrata (PUSD) i va tractar de formar un nou govern. Això va portar a una reeixida moció de censura contra Aristides Gomes i la seva renúncia més tard al mateix mes; el 9 d'abril, els tres partits escolliren per al càrrec de primer ministre Martinho Ndafa Kabi, qui va ser designat primer ministre per Vieira. En el govern tripartit de Kabi l'únic considerat com a aliat proper a Vieira era el ministre de l'Interior Baciro Dabo. Més tard, després que el PAIGC es va retirar de l'aliança tripartita en protesta per les accions de Kabi, Vieira va dissoldre l'Assemblea Nacional Popular i va nomenar Carlos Correia per reemplaçar Kabi com a primer ministre el 5 d'agost de 2008.

## Atacs i mort

### Atac de novembre de 2008
Soldats rebels van atacar la casa de Vieira en les primeres hores del 23 de novembre de 2008, poc després de les eleccions parlamentàries de novembre de 2008, en les quals el PAIGC va guanyar la majoria d'escons. Els soldats van disparar artilleria a la casa i van poder entrar-hi després d'una batalla de tres hores amb guàrdies de Vieira, però van ser repel·lits abans que poguessin arribar a Vieira, que va resultar il·lès. Com a mínim un dels guàrdies de Vieira va ser mort, i altres van resultar ferits. Vieira va fer una conferència de premsa el mateix dia, en què va dir que l'atac tenia "un sol objectiu: liquidar-me físicament", alhora que afirma que "la situació està sota control".

### Atac de març de 2009
El cap d'estat major Batista Tagme Na Waie, un rival clau de Vieira, va ser mort per l'explosió d'una bomba l'1 de març de 2009. Poc després, Vieira va ser mort a trets per un grup de soldats mentre fugia de la seva residència privada les primeres hores del 2 de març de 2009. Els diplomàtics de Angola van intentar endur-se Vieira i la seva dona a l'ambaixada d'Angola abans de la seva mort, però Vieira es va negar a sortir mentre la seva dona era posada fora de perill. Bissau fou descrita com a "tense però calmada" després de la seva mort. Segons el portaveu de l'exèrcit Zamora Induta, Vieira va estar involucrat en l'assassinat del Tagme Na Waie, i Induta va declarar que "el president Vieira va ser assassinat per l'exèrcit quan intentava fugir de casa seva, que estava sent atacada per un grup de soldats relacionats amb Tagme Na Waie, aquest matí d'hora". L'exèrcit va negar que l'assassinat de Vieira marqués un cop d'Estat i va dir que se seguiria l'ordre constitucional, el que significava que el President de l'Assemblea Nacional Popular, Raimundo Pereira, succeïria Vieira.
Un metge que va participar en l'autòpsia de Vieira fou citat per Agence France-Presse dient que Vieira va ser "salvatgement colpejat abans de ser rematat amb nombrosos trets". L'escriptor britànic Frederick Forsyth, qui era a Bissau en el moment de l'atac, suposada una relació més detallada de l'assassinat del president. Va afirmar que durant un dinar amb el patòleg forense que investigava el cas li va informar que de fet Vieira fou colpejat fins a la mort per soldats armats amb matxets a casa de la seva sogra. D'acord amb aquesta narració, Vieira va sobreviure a una explosió i a la caiguda del sostre de la casa presidencial i llavors li van disparar quan va sortir de l'edifici ferit; però, es va mantenir amb vida fins a ser portat a casa de la seva sogra i colpejat fins a la mort. Forsyth va atribuir els fets sagnants a l'odi mutu entre Vieira i Tagme Na Waie, i els caracteritza com a persones violentes.
El Consell de Ministres va crear una comissió d'investigació en una reunió d'emergència per investigar els dos assassinats. El 10 de març de 2009 es va dur a terme un funeral d'estat per Vieira a Bissau, al qual van assistir milers de persones. No hi estigueren presents líders polítics estrangers. Al funeral celebrat a l'Assemblea Popular Nacional, la seva filla Elisa va instar a posar fi a la violència. L'elogi a Vieira va posar l'accent en la seva importància en la guerra de la independència, l'adopció de la política multipartidista i les reformes econòmiques liberals en la dècada de 1990.

#### Reacció internacional
Mohamed Ibn Chambas, cap de la Comunitat Econòmica dels Estats de l'Àfrica Occidental (ECOWAS), declarà "'La mort d'un president', d'un cap polític, és una notícia molt greu," afegint "No sols és només l'assassinat d'un president o un cap d'estat, és l'assassinat de la democràcia".
La Unió Africana va considerar l'assassinat un acte delictiu i la Unió Europea i Estats Units també va condemnar l'assassinat de Vieira.
La Internacional Socialista, del qual el partit de Vieira n'és membre, va declarar "La Internacional ha seguit amb gran preocupació les recents dificultats polítiques a Guinea Bissau i reitera la seva ferma opinió que no pot haver cap justificació per a l'ús de la força per resoldre els conflictes polítics i que l'assassinat polític és un acte completament atroç i criminal."